# Bundesstrasse 257
Bundesstrasse 257 är en förbundsväg i Tyskland, den sträcker sig igenom förbundsländerna Nordrhein-Westfalen och Rheinland-Pfalz. Vägen är omkring 120 km lång. Vägen går ifrån Bonn till den Luxemburgska gränsen.